# أينزاتسغروبن مصر

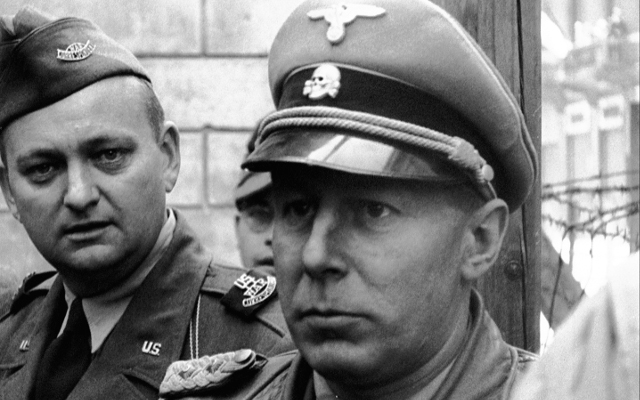
فالتر راوف، 1945

أينزاتسغروبن مصر (الألمانية: Einsatzgruppe Ägypten) كانت فرقة موت شوتزشتافل متنقلة خاصة. وفقًا للمؤرخين كلاوس مايكل مالمان ومارتن كوبيرز، كان هدفهم هو القيام بقتل جماعي لليهود في الانتداب البريطاني على فلسطين على غرار الطريقة التي عملوا بها في أوروبا الشرقية. «أينزاتسغروبن مصر» كانت تقف في أثينا وكانت مستعدة للنزول إلى فلسطين في صيف عام 1942، الملحق بـ«الفيلق الأفريقي» بقيادة القائد الصحراوي الشهير الجنرال إرفين رومل. فرق الموت في الشرق الأوسط، على غرار تلك التي تعمل في جميع أنحاء أوروبا الشرقية خلال الحرب، وكان من المقرر أن يقودها شوتزشتافل أوبرستورمبانفورر والتر راوف.  ومع ذلك، لا يمكن تنفيذ خطط النازيين لتدمير يشوف لأن التقدم النازي في جميع أنحاء شمال أفريقيا ونحو فلسطين تم عكسه بعد هزيمة المحور في معركة العلمين الثانية.
في عام 2006، نشر مالمان وكوبرز Halbmond und Hakenkreuz: Das dritte Reich، die Araber und Palästina. هذا الكتاب هو دراسة عن Einsatzgruppe Egypt والخطط النازية للإبادة الجماعية لليهود في الشرق الأوسط. وفقًا للمؤرخ بن ح. شبرد، فإن معسكرات العمل القسري هذه سارية المفعول عندما تراجعت قبيلة أفريكا بالفعل ولم يكن هناك دليل على وجود اتصال بين رومل والوحدة.  وفقًا للمؤرخ حاييم سعدون، مدير مركز الأبحاث حول يهود شمال إفريقيا في الحرب العالمية الثانية، لم تكن هناك خطة إبادة: تشير وثائق راوف إلى أن اهتمامه الأساسي كان مساعدة الفيرماخت على الفوز، وتوصل إلى فكرة القسري. معسكرات العمل في هذه العملية. لم يكن هذا بأي حال من الأحوال خيرًا، ولكن من الناحية النسبية، هرب يهود شمال إفريقيا من الحل النهائي.  